# Kit Carson (film, 1903)
Pour les articles homonymes, voir Kit Carson (homonymie).
Kit Carson est un film américain réalisé par Wallace McCutcheon, sorti en 1903. 
D'une durée 21 minutes, le film est découpé en une dizaine de scènes. Sorti en octobre 1903, il constitue l'un des premiers exemples du genre cinématographique du western.

## Synopsis
Kit Carson et un compagnon campent en forêt. Ils sont attaqués par des Indiens. Carson est capturé, s'échappe, après une poursuite en canoë il est rattrapé et conduit au camp des Indiens, où une jeune Indienne le délivre.

## Fiche technique
- Titre : Kit Carson
- Réalisateur : Wallace McCutcheon (parfois crédité comme directeur de la photographie et non réalisateur)
- Société de production : American Mutoscope and Biograph Company
- Pays d'origine :  États-Unis
- Durée : 21 minutes
- Date de sortie :
  -  États-Unis : octobre 1903